# カプロニ PS.1
カプロニ PS.1
カプロニ PS.1
- 用途：スポーツ機
- 製造者：カプロニ
- 初飛行：1934年
- 生産数：2機

カプロニ PS.1（Caproni PS.1）は、ヨーロッパ・ツーリング機選手権大会の1934年度大会向けに特別に設計、製造されたイタリアのスポーツ機である。本機は「パラヴィチーノ PS-1」（Pallavicino PS-1）という名称でも知られる4座低翼単葉機である。

## 設計と開発
PS.1は、元ブレダ社の技術者で1933年にカプロニ社に移籍したチェザーレ・パラヴィチーノ（Cesare Pallavicino）により設計された。試作機2機のみが製造され、I-FRANとI-MELOの登録記号が付与された。

## 運用の歴史
両機はアルマンド・フランソワ（Armando François）とウーゴ・ヴィンツェンチ（Ugo Vincenzi）の操縦で1934年度大会に参加し、技術評価部門でメッサーシュミット Bf 108に次いで2位を獲得した（大会参加機の中でPS.1とBf 108のみが引き込み式降着装置を備えていた）。PS.1が完成したのは大会開催まで間もない時期で2人のパイロットは訓練をする時間が十分にとれなかった。短距離着陸競技中にヴィンツェンチはエンジンとプロペラを破損して棄権しなければならなかった。アルマンド・フランソワは18位（34番スタート、19位ゴール）で大会を終了した。

### 特徴
PS.1は金属製の片持ち式低翼単葉機であり胴体は金属フレームに羽布張りで、単桁で台形の円形翼端を持つ主翼は金属構造材に羽布張りの折り畳み式であった。キャビンは通常の分割キャノピーの下に前席が複式操縦装置付きの並列の2座で後部に2名分の座席が配されていた。降着装置は主車輪が主翼下面への引き込み式で、後ろは橇式であった。カウリングで覆われた星型エンジンが胴体先端に搭載され、2枚ブレードのプロペラを駆動した。燃料タンクは160 L入りであった。

## 要目
- 乗員：1名
- 搭載量：3名（2名のパイロット含む）
- 全長：7.19 m (23 ft 7 in)
- 全幅：10.69 m (35 ft 0¾ in)
- 全高：2.21 m (7 ft 3 in)
- 翼面積：17.5 m² (188 ft²)
- 翼面荷重：60 kg/m² (12.3 lb/ft²)
- 空虚重量：560 kg (1,200 lb)
- 全備重量：1,050 kg (2,310 lb)
- 有効積載重量：490 kg (1,078 lb)
- 馬力/荷重：0.14 kW/kg (0.087 hp/lb)
- エンジン：フィアット A.70 空冷9気筒 星型エンジン、147 kW (200 hp)
- 最大速度：230 km/h (124 knots, 143 mph)
- 巡航速度：190 km/h (103 knots, 118 mph)
- 失速速度：<65 km/h (35 knots, 40 mph)
- 巡航高度：6,498 m (21,313 ft)
- 航続距離：804 km (434 nm, 499 mi)